# آيت إخلف آيت أومناصف (آيت إيكو)
آيت إخلف آيت أومناصف هي إحدى مشيخات المملكة المغربية، تتبع جغرافيا لإقليم الخميسات وإداريًا لآيت إيكو. يقدر عدد سكانها بـ 3366 نسمة حسب الإحصاء الرسمي للسكان والسكنى لسنة 2004.